# Glauberite
La glauberite è un minerale.